# Pleasant Grove (Ohio)
Pleasant Grove – jednostka osadnicza w Stanach Zjednoczonych, w stanie Ohio, w hrabstwie Muskingum.